# Torben Matzken
Torben Matzken (* 1. Februar 2000 in Mons, Belgien) ist ein deutscher Handballspieler. Er spielt auf der Position Rückraum Mitte. Seit dem November 2024 spielt er für die TVB 1898 Stuttgart in der Bundesliga.

## Karriere

### Jugendzeit 2010–2018
Torben Matzken begann im Alter von 10 Jahren Handball zu spielen und sein erster Verein war Courbevoie Handball. Courbevoie ist eine Stadt in der Nähe von Paris.
Die nächsten zwei Jahre spielte er für ART Düsseldorf. In der Saison 2011/12 wurde er D-Jugend Staffelsieger und dies konnte er ein Jahr später, in der Saison 2012/13, wiederholen. Zudem wurde er in diesem Jahr mit seiner Mannschaft auch noch D-Jugend Niederrheinmeister. Zusätzlich spielte Matzken auch noch in der C-Jugend und dort konnte sein Team die Saison als C-Jugend Staffelsieger abschließen.
Der nächste Wechsel führte in nach Belgien zum HC Kraainem. In seiner ersten Saison beim neuen Verein wurde sein Team C-Jugend Sieger der Region Brabant-Hainaut und auch diesen Erfolg durfte er ein Jahr später, in der Saison 2014/15, erneut feiern. In dieser Saison wurde er zum ersten Mal für die Auswahl von Brabant-Hainaut aufgeboten, welcher er 2 Jahre lang angehörte. Die Saison 2015/16 war sein drittes und letztes Jahr in Belgien und mit seinem Team wurde er B-Jugend Sieger von Brabant-Hainaut und zudem auch Vizemeister der Region Wallonien.
Ab dem Sommer 2016 schloss er sich der Talentschmiede der Füchse Berlin an. Seine erste Saison 2016/17 endete sogleich im Gewinn der Deutschen Meisterschaft mit seinen B-Jugend Teamkollegen. In seiner zweiten Saison durfte er im Februar 2018 mit einer Auswahl des Schul- und Leistungssportzentrum Berlin (SLZB) nach Qatar zur Handball Schulweltmeisterschaft reisen. Im Finale unterlagen sie einer Auswahl aus Österreich und wurden somit Vizeweltmeister. Matzken durfte neben der Silbermedaille auch noch den Preis für den MVP des Turniers entgegennehmen. Während der Saison 2017/18 spielte er in der A-Jugend der Füchse Berlin und auch mit dieser Mannschaft konnte er am Ende der Spielzeit die Deutsche Meisterschaft gewinnen. Ein Jahr darauf spielte er in der Saison 2018/19 sein letztes Jahr im Jugendbereich für die A-Jugend der Füchse Berlin.

### Aktive Karriere seit 2018
Torben Matzken spielte in der Saison 2018/19 zusätzlich zur A-Jugend auch noch in der zweiten Mannschaft der Füchse Berlin und holte somit erste Erfahrungen im Männerbereich. Sein Team spielte in der Regionalliga und am 29. September 2018 absolvierte er sein erstes Spiel gegen Rostock und konnte sogleich auch sein erstes Tor erzielen.
In der Saison 2018/19 konnte Matzken zudem auch erste Erfahrungen im Profibereich sammeln. In der Bundesliga erhielt er am 1. November 2018 für das Spiel gegen den TVB Stuttgart sein erstes Aufgebot für die erste Mannschaft und am 15. November 2018 wurde er im Spiel gegen die MT Melsungen zum ersten Mal eingesetzt. Sein erstes Tor in der DKB Handball-Bundesliga warf er am 2. Dezember 2018 im Spiel gegen den Bergischen HC. Auf Europäischer Bühne gelang ihm bei seinem ersten Einsatz am 17. November 2018 im Spiel gegen Aalborg Håndbold auch gleich sein erster Treffer im EHF Cup.
Während der Saison 2019/20 spielte er ausschließlich im Männerbereich. Er lief in diesem Jahr wieder für die zweite Mannschaft von Füchse Berlin in der Regionalliga auf. Diese Spielzeit musste im Frühling aufgrund der Coronapandemie abgebrochen werden.
Eine Saison spielte Torben Matzken daraufhin in der 2. Handball-Bundesliga für den TuS Ferndorf. Er übernahm dabei als 20-Jähriger bereits viel Verantwortung und erzielte in 35 Pflichtspielen 136 Treffer (22 Siebenmeter) und brachte 68 Assists an.
Bereits vor seinem ersten Pflichtspiel für den TuS Ferndorf wurde bekannt, dass der Deutsche nach einem Jahr zu den Kadetten Schaffhausen in die Schweiz wechseln würde. In seinem ersten Jahr bei den Schweizern konnte er mit seiner Mannschaft am Ende des Jahres den Schweizer Meistertitel feiern. Matzken lieferte in diesem Jahr in 33 Spielen 54 Tore. Ein weiteres Highlight gab es in der EHF European League, wo er mit den Kadetten das Viertelfinale erreichen konnte. Seine zweite Saison (2022/23) startete mit einem weiteren Titelgewinn und zwar mit dem Gewinn des Supercups im Spiel gegen GC Amicitia Zürich. Im Herbst 2022 wird bekannt, dass Matzken bei den Munot Städtern bis zum Sommer 2025 verlängerte. Im November 2024 schloss er sich dem deutschen Bundesligisten TVB 1898 Stuttgart an.

### Nationalmannschaft
Im Mai 2018 wurde Torben Matzken für die deutsche U18-Nationalmannschaft nominiert. In seinem ersten Spiel gegen die Niederlande erzielte er sogleich auch seine ersten 5 Treffer. Im Sommer 2018 fuhr er mit dem Kader zur U18-Europameisterschaft, wo er in 7 Spielen 12 Tore erzielen konnte. Am Schluss reichte es der Mannschaft zum 5. Schlussrang. Kurz vor dem Jahreswechsel spielte er mit der U18 in Merzig ein internationales Turnier, welches er mit seiner Mannschaft gewinnen konnte (5 Spiele & 18 Tore).

## Erfolge

### Jugend
- B-Jugend Deutscher Meister 2017
- Vize Schulweltmeister 2018
- MVP Schulweltmeisterschaft 2018
- A-Jugend Deutscher Meister 2018

### Aktive Karriere
- Schweizer Meister 2022, 2023, 2024
- Schweizer Supercup Sieger 2022, 2023
- Schweizer Cup Sieger 2024

## Saisonbilanzen
| Saison  | Verein                | Wettbewerb                | Spiele | Tore | 7-Meter | Feldtore | Ø   | Bemerkungen                                             |
| ------- | --------------------- | ------------------------- | ------ | ---- | ------- | -------- | --- | ------------------------------------------------------- |
| 2018/19 | Füchse Berlin         | DKB Handball-Bundesliga   | 6      | 1    | 0       | 1        | 0.2 |                                                         |
| 2018/19 | Füchse Berlin         | DHB-Pokal                 | 1      | 0    | 0       | 0        | 0   |                                                         |
| 2018/19 | Füchse Berlin         | EHF Cup                   | 1      | 1    | 0       | 1        | 1   |                                                         |
| 2019/20 | Füchse Berlin         | DKB Handball-Bundesliga   | 0      | 0    | 0       | 0        | 0   | Abbruch der Meisterschaft, aufgrund der Corona-Pandemie |
| 2019/20 | Füchse Berlin         | DHB-Pokal                 | 0      | 0    | 0       | 0        | 0   | Abbruch der Meisterschaft, aufgrund der Corona-Pandemie |
| 2020/21 | TuS Ferndorf          | 2. Handball Bundesliga    | 35     | 136  | 22      | 114      | 3.9 |                                                         |
| 2021/22 | Kadetten Schaffhausen | Quickline Handball League | 33     | 54   | 0       | 54       | 1.6 | Schweizer Meister                                       |
| 2021/22 | Kadetten Schaffhausen | Mobiliar Handball Cup     | 4      | 16   | 0       | 16       | 4   | Schweizer Meister                                       |
| 2021/22 | Kadetten Schaffhausen | EHF European League       | 18     | 18   | 0       | 18       | 1   | Schweizer Meister                                       |
| 2022/23 | Kadetten Schaffhausen | Quickline Handball League | 36     | 128  | 29      | 99       | 3,6 | Supercup Sieger, Schweizer Meister                      |
| 2022/23 | Kadetten Schaffhausen | Mobiliar Handball Cup     | 1      | 2    | 0       | 2        | 2   | Supercup Sieger, Schweizer Meister                      |
| 2022/23 | Kadetten Schaffhausen | Super Cup                 | 1      | 5    | 5       | 0        | 5   | Supercup Sieger, Schweizer Meister                      |
| 2022/23 | Kadetten Schaffhausen | EHF European League       | 13     | 39   | 0       | 39       | 3   | Supercup Sieger, Schweizer Meister                      |
| 2023/24 | Kadetten Schaffhausen | Quickline Handball League | 32     | 59   | 0       | 59       | 1,8 | Supercup Sieger, Cup Sieger, Schweizer Meister          |
| 2023/24 | Kadetten Schaffhausen | Mobiliar Handball Cup     | 1      | 1    | 0       | 1        | 1   | Supercup Sieger, Cup Sieger, Schweizer Meister          |
| 2023/24 | Kadetten Schaffhausen | Super Cup                 | 1      | 0    | 0       | 0        | 0   | Supercup Sieger, Cup Sieger, Schweizer Meister          |
| 2023/24 | Kadetten Schaffhausen | EHF European League       | 7      | 18   | 0       | 18       | 2.6 | Supercup Sieger, Cup Sieger, Schweizer Meister          |

## Persönliches
Torben Matzken spielte in seiner Jugend zunächst Fußball, er begann im Alter von 5 Jahren unter anderem bei White Star Brüssel und spielte insgesamt rund 10 Jahre lang, bis er sich dann im Alter von 15 Jahren ausschließlich für Handball entschied.
Aktuell studiert er Wirtschaftsingenieurwesen.